# Meiktila
Meiktila (em birmanês: မိတ္ထီလာမြို့; romaniz.: mit thi la mrui) é uma cidade no centro da Birmânia, na região de Mandalay, no cruzamento das rodovias Bagan-Taunggyi, Yangon-Mandalay e Meiktila-Myingyan. Devido à sua posição estratégica, Meiktila é sede do comando central da Força Aérea de Mianmar.

## História

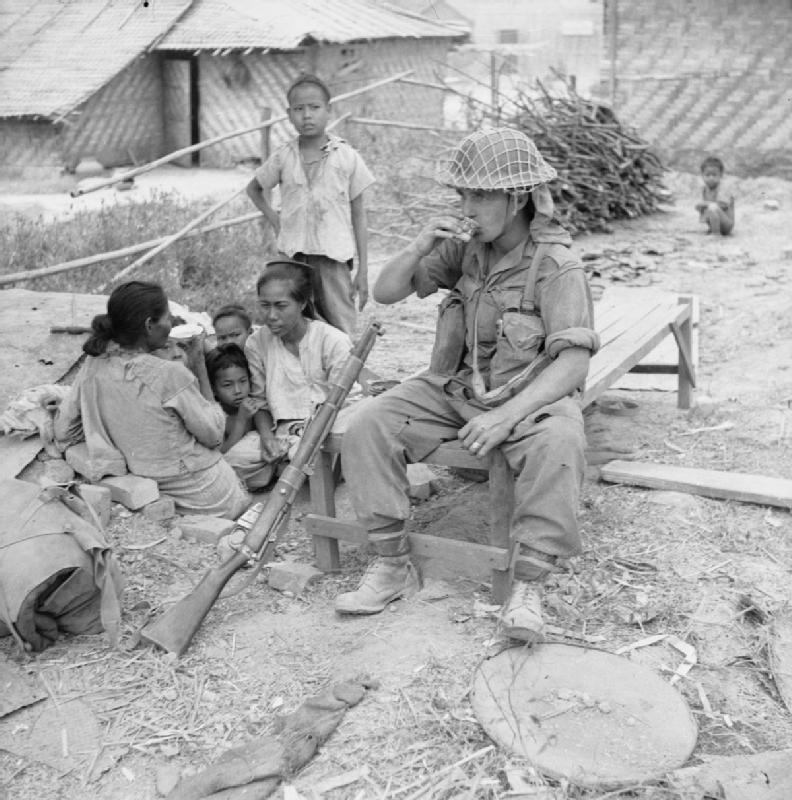
Família birmanesa na companhia de um soldado britânico em Meiktila, em 1945

O nome Meiktila provém de Mithila, um antigo reino indiano.
A história da cidade está intimamente ligada à da Zona Seca do centro de Mianmar, lar do povo Bamar. A região fez parte de vários reinos Bamar pelo menos do século XI ao século XIX, antes de o Império Britânico conquistar a região da Alta Birmânia em 1885.
Logo após a independência da Birmânia da Grã-Bretanha em 1948, Meiktila caiu brevemente sob o domínio das forças insurgentes Karen.
Em 22 de março de 2013, o estado de emergência foi imposto na cidade após dois dias de distúrbios antimuçulmanos, depois que dezenas de pessoas foram mortas e mais de 12.000 foram forçadas a deixar suas casas, a esmagadora maioria das quais eram muçulmanas.

## Geografia

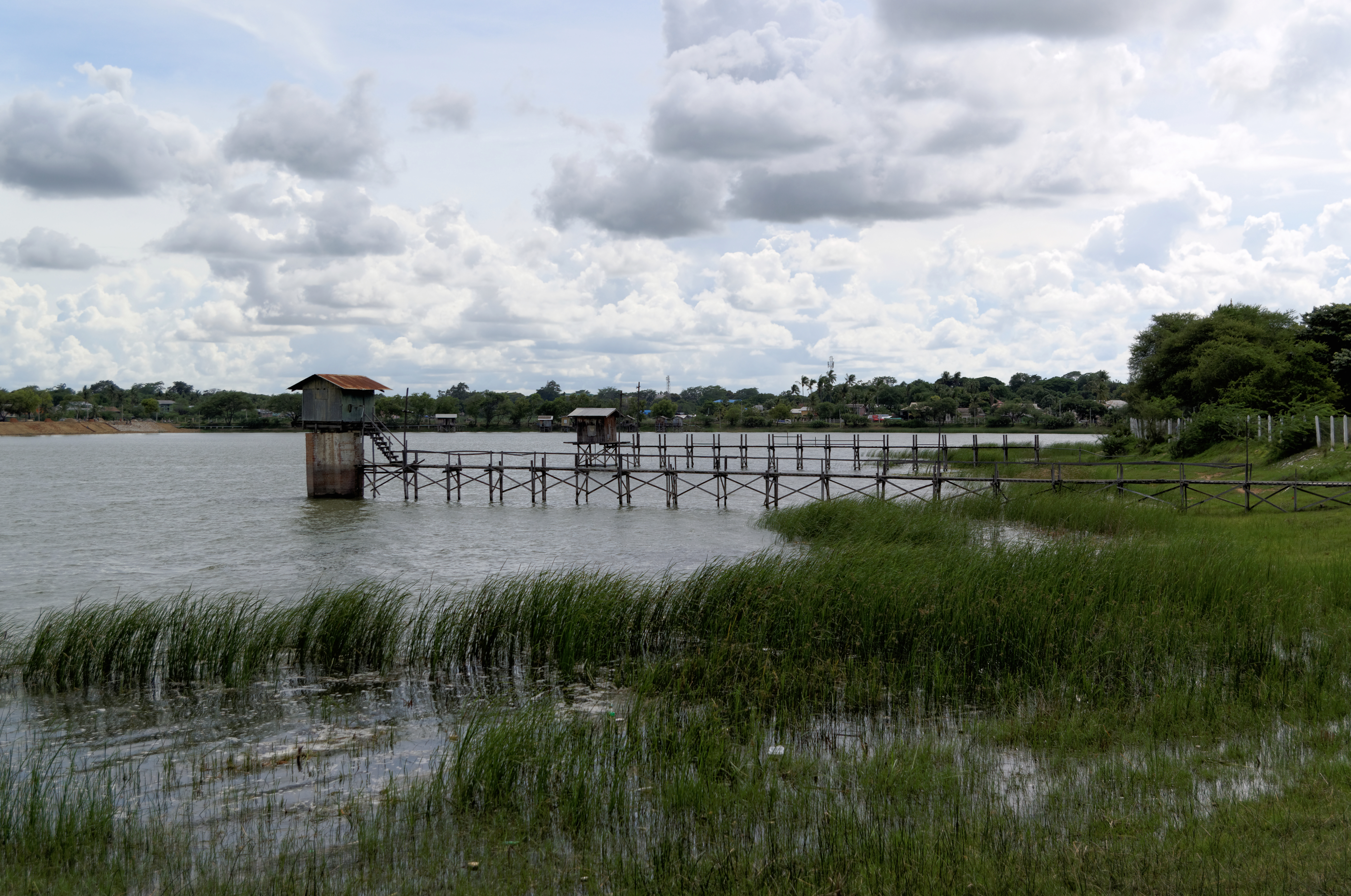
Lago Meitkila

O distrito de Meiktila é o mais oriental dos distritos da zona seca central de Mianmar. Fica entre Wundwin, Myingyan, Yamethin e faz divisa com estado de Xã a leste. A principal característica da região é o Lago Meiktila, um reservatório de água e irrigação artificial, com 11 km de comprimento, 0,80 de largura.

## Clima
Meiktila é propensa a um clima semiárido quente (Köppen BSh). As temperaturas são altas durante todo o ano e os meses que antecedem as monções (março a maio) apresentam máximas médias em torno de 36°C. Há uma estação seca no inverno (novembro a abril) e uma estação chuvosa no verão (maio a outubro); no entanto, a precipitação na estação chuvosa é muito menor do que na maior parte da Indochina devido à sombra de chuva da cordilheira Arakan a oeste.
| Dados climáticos para Meiktila (1991–2020) | Dados climáticos para Meiktila (1991–2020) | Dados climáticos para Meiktila (1991–2020) | Dados climáticos para Meiktila (1991–2020) | Dados climáticos para Meiktila (1991–2020) | Dados climáticos para Meiktila (1991–2020) | Dados climáticos para Meiktila (1991–2020) | Dados climáticos para Meiktila (1991–2020) | Dados climáticos para Meiktila (1991–2020) | Dados climáticos para Meiktila (1991–2020) | Dados climáticos para Meiktila (1991–2020) | Dados climáticos para Meiktila (1991–2020) | Dados climáticos para Meiktila (1991–2020) | Dados climáticos para Meiktila (1991–2020) |
| Mês                                        | Jan                                        | Fev                                        | Mar                                        | Abr                                        | Mai                                        | Jun                                        | Jul                                        | Ago                                        | Set                                        | Out                                        | Nov                                        | Dez                                        | Ano                                        |
| ------------------------------------------ | ------------------------------------------ | ------------------------------------------ | ------------------------------------------ | ------------------------------------------ | ------------------------------------------ | ------------------------------------------ | ------------------------------------------ | ------------------------------------------ | ------------------------------------------ | ------------------------------------------ | ------------------------------------------ | ------------------------------------------ | ------------------------------------------ |
| Recorde alta °C (°F)                       | 37.0 (98.6)                                | 39.5 (103.1)                               | 41.5 (106.7)                               | 43.0 (109.4)                               | 44.0 (111.2)                               | 40.0 (104)                                 | 41.2 (106.2)                               | 37.0 (98.6)                                | 37.0 (98.6)                                | 37.0 (98.6)                                | 36.0 (96.8)                                | 36.0 (96.8)                                | 44 (111.2)                                 |
| Média alta °C (°F)                         | 30.1 (86.2)                                | 33.5 (92.3)                                | 36.9 (98.4)                                | 38.7 (101.7)                               | 36.3 (97.3)                                | 33.4 (92.1)                                | 32.9 (91.2)                                | 32.4 (90.3)                                | 32.9 (91.2)                                | 32.6 (90.7)                                | 31.2 (88.2)                                | 29.3 (84.7)                                | 33.35 (92.03)                              |
| Média diária °C (°F)                       | 22.4 (72.3)                                | 25.1 (77.2)                                | 29.0 (84.2)                                | 31.9 (89.4)                                | 30.8 (87.4)                                | 29.1 (84.4)                                | 28.7 (83.7)                                | 28.4 (83.1)                                | 28.6 (83.5)                                | 28.0 (82.4)                                | 25.7 (78.3)                                | 22.7 (72.9)                                | 27.53 (81.57)                              |
| Média baixa °C (°F)                        | 14.6 (58.3)                                | 16.7 (62.1)                                | 21.2 (70.2)                                | 25.1 (77.2)                                | 25.3 (77.5)                                | 24.7 (76.5)                                | 24.5 (76.1)                                | 24.3 (75.7)                                | 24.3 (75.7)                                | 23.5 (74.3)                                | 20.1 (68.2)                                | 16.2 (61.2)                                | 21.71 (71.08)                              |
| Recorde baixa °C (°F)                      | 9.0 (48.2)                                 | 10.0 (50)                                  | 12.0 (53.6)                                | 18.3 (64.9)                                | 19.0 (66.2)                                | 20.0 (68)                                  | 19.0 (66.2)                                | 20.2 (68.4)                                | 20.0 (68)                                  | 16.2 (61.2)                                | 12.7 (54.9)                                | 10.0 (50)                                  | 9 (48.2)                                   |
| Média precipitação mm (pol.)               | 4.3 (0.169)                                | 1.3 (0.051)                                | 5.1 (0.201)                                | 28.7 (1.13)                                | 141.0 (5.551)                              | 110.5 (4.35)                               | 77.5 (3.051)                               | 133.5 (5.256)                              | 165.1 (6.5)                                | 152.5 (6.004)                              | 34.4 (1.354)                               | 8.0 (0.315)                                | 861.9 (33.932)                             |
| Média de dias de precipitação (≥ 1.0 mm)   | 0.6                                        | 0.3                                        | 0.7                                        | 2.5                                        | 9.6                                        | 10.1                                       | 9.3                                        | 12.9                                       | 12.1                                       | 9.9                                        | 3.0                                        | 1.0                                        | 72                                         |
| Fonte: World Meteorological Organization   |                                            |                                            |                                            |                                            |                                            |                                            |                                            |                                            |                                            |                                            |                                            |                                            |                                            |